# Алексієвське (Марі-Турецький район)
Алексі́євске (рос. Алексеевское, марій. Алексеевский) — село у складі Марі-Турецького району Марій Ел, Росія. Входить до складу Марі-Турецького міського поселення.

## Населення
Населення — 238 осіб (2010; 281 у 2002).
Національний склад (станом на 2002 рік):
- росіяни — 72 %